# Сакраменто (река)
Сакраменто (енгл. Sacramento River) река је која протиче кроз САД. Дуга 719 km, река протиче кроз америчку савезну државу Калифорнију и највећа је река у Калифорнији. Полазећи од Кламат планина, река тече на југ 716 километара, пре него што стигне у Сакраменто-Сан Хоакин делту, у заливу Сан Франциско. Слив реке захвата површину од око 71.000 km² у 19 калифорнијских округа, углавном у области ограниченој Обалским појасом планина и Сијера Невадом, области познатој под називом Сакраменто долина. Поред ове области, слив се проширује и на вулканске висоравни североисточне Калифорније.
Река и њена широка природна поплавна подручја била су некада богата рибом и другим воденим животињама, посебно позната као најјужније станиште краљевског лососа у Северној Америци. Више од 12.000 година амерички домороци користили су огромне природне ресурсе слива реке, који представља један од најгушће насељених простора америчком домородачком популацијом у Калифорнији. Река је такође од давнина коришћена за трговину у путовања. Стотине племена која деле регионалне обичаје и традиције насељавају долину Сакрамента, иако су били уздрмани доласком Европљана 1700их година. Шпански истраживач Габријел Морага назвао је реку Рио де лос Сакраментос 1808. године, а назив је касније скраћен и англицизован у Сакраменто.
У 19. веку злато нађено у Сијера Невади било је повод за Калифорнијску златну грозницу, када је дошло до огромног прилива становништва. Изграђен је велики број железничких пруга које су пратиле ток Сакрамента и његових притока, водећи стотине хиљада људи на златна поља и пољопривредни регион долине Сакрамента. До краја половине овог века, многе заједнице основане су у долини Сакрамента, од којих је главна била град Сакраменто. Интензивна пољопривреда и рударство допринели су загађењу реке и значајним променама у њеној хидрологији и животној средини.
Од 1950. године слив реке је био интензивно развијен за водоснабдевање и производњу електричне енергије. Данас се на реци, као и на скоро свим њеним притокама, налази велики број брана. Сакраменто се доста користи за наводњавање у централној и јужној Калифорнији и то тако што се вода одводи кроз канале, направљене од стране државних и федералних пројеката. Иако сада пружа воду за више од половине Калифорније и представља подршку једне од најплоднијих пољопривредних површина у држави, ове погодности промениле су природно стање реке и условили смањење некада обилног рибарства.

## Геологија
По геолошким стандардима, Сакраменто је релативно млада река. Границе њеног слива почеле су да се формирају пре само неколико милиона година, када је судар пацифичке и северноамеричке плоче довео до формирања планинског венца Сијера Невада. Иако су планине постојале још пре 100 милиона година у овом региону (пре тога је земља вероватно била потопљена пацификом), њихови слојеви однети су ерозијом, а данашњи венац формиран је пре само четири милиона година. Северни део слива је старији, а формиран је интензивном вулканском активношћу пре више од 25 милиона година, што је резутлирало стварањем платоа Модок, кроз који тече река Пит. Планина Шаста и Ласен Пик су неке од бројних Каскадних вулканских планина које још увек постоје на овом подручју.

## Екологија
Река Сакраменто и њен слив су првобитно били станиште за велики број врста птица и других водених врста, али развој модерног доба проредио је популацију животиња. Некада широка обална подручја и мочварне области низводно у делти данас су замењени пољопривредним обрадивим површинама. У долини реке живи 40-60 врста риба и 218 врста птица. Басен је релативно богат ендемским врстама водоземаца и риба. Претпоставља се да су пре четири или пет милиона година реке Сакраменто и Снејк биле повезане низом сада исушених мочвара и речних канала. Многе данашње врсте риба из реке Сакраменто сличне су онима из реке Снејк, што указује на могућу некадашњу везу у прошлости. Сакраменто и Сан Хоакин имају у својим најјужнијим деловима токова пет врста миграторних риба, које се крећу узводно уз реке ради мрешћења.
Дивљач у долини реке угрожен је коришћењем воде из реке за пољопривреду и урбаних подручја, загађењем изазваног пестицидима, нитратима, киселинама које отичу из рудника и градским отпадним водама. Смештене дуж пацифичког миграторног коридора, простране мочваре у долини Сакрамента биле су важна станица за птице селице; од свих тих мочвара данас постоје само неколико њих, било очуване, било вештачки направљене. Природна популација птица константно је опадала током 19, 20. и 21. века. Врсте које су некада биле уобичајене за ово подручје а данас су нестале су врбина мухарица (Empidonax traillii), жутокљуна кукавица (Coccyzus americanus), звонасти зеленић (Vireo bellii) и цвркутави зеленић (Vireo gilvus). Други разлог за смањење врста је увођење не-аутохтоних врста, попут “паразитске” краварице, која краде гнезда других птица и користи их као своја.